# カール・ゴッチェ

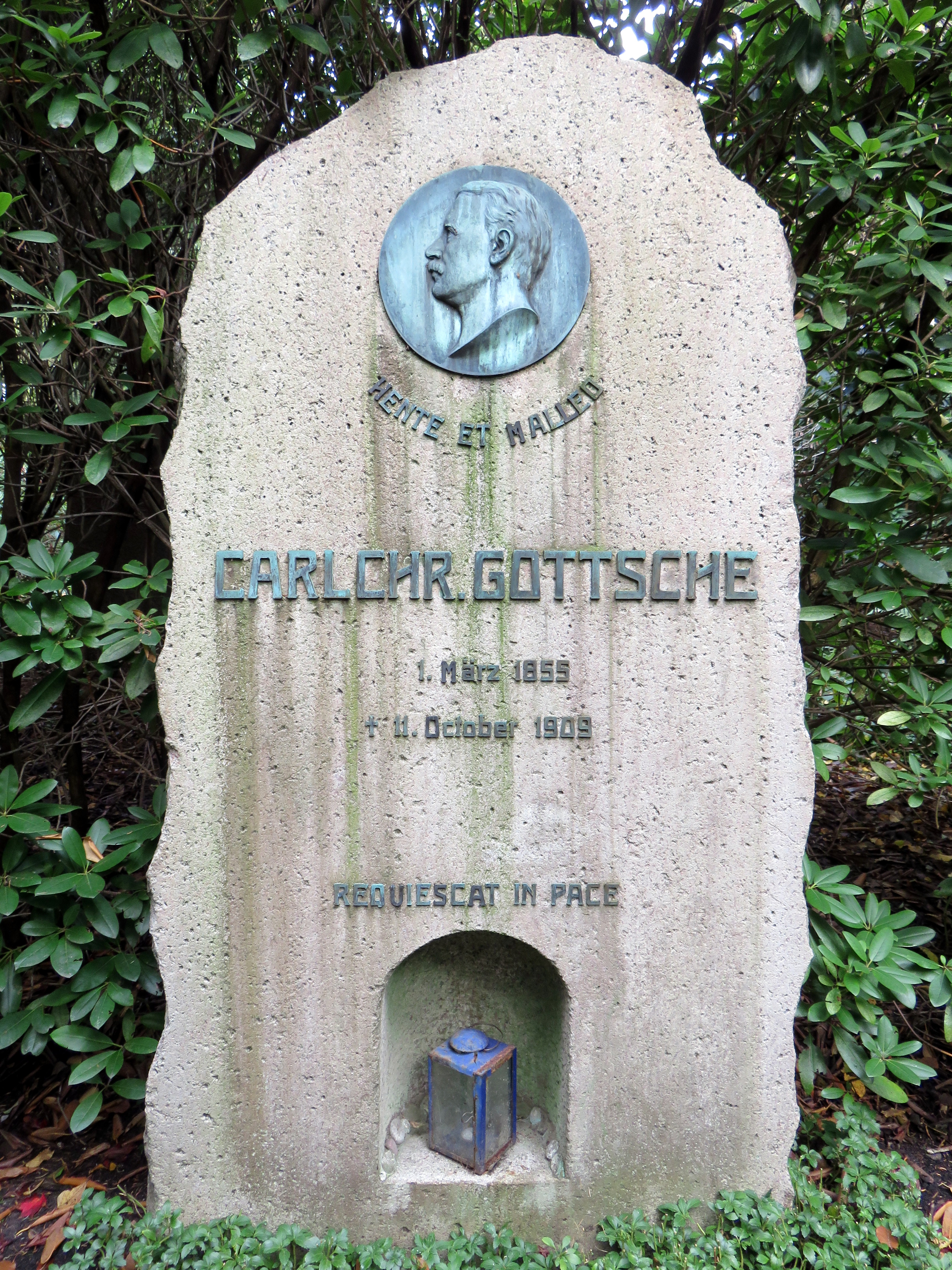
ハンブルクのオールスドルフ墓地にあるゴッチェの墓

カール・クリスチャン・ゴッチェ（Carl Christian Gottsche、1855年3月1日 - 1909年10月11日）は、明治時代にお雇い外国人として来日したドイツの地質学者である。

## 経歴・人物
ハンブルク出身。ユリウス・マクシミリアン大学ヴュルツブルク及びミュンヘン大学で地質学を1881年（明治14年）に日本政府の招聘により来日した。
東京帝国大学（現在の東京大学）理学部に雇われ、そこで地質学や古生物学等の教鞭を執った。1884年（明治17年）に地質調査のため朝鮮半島を訪問した後、任期満了により帰国した。なお、ゴッチェの帰国後は小藤文次郎がその職にあたった。帰国後は母国で日本での地質調査の研究成果を行った。